# Genoa River
Genoa River är ett vattendrag i Australien. Det ligger i delstaten Victoria, omkring 410 kilometer öster om delstatshuvudstaden Melbourne.
I omgivningarna runt Genoa River växer i huvudsak städsegrön lövskog. Trakten runt Genoa River är nära nog obefolkad, med mindre än två invånare per kvadratkilometer. Genomsnittlig årsnederbörd är 1 214 millimeter. Den regnigaste månaden är juni, med i genomsnitt 236 mm nederbörd, och den torraste är juli, med 42 mm nederbörd.